# Pierre Unik
Pierre Unik (1909 - 1945) fue un poeta surrealista y periodista francés, miembro del Partido Comunista desde 1927. 
En 1933 trabajó junto a Luis Buñuel para la producción del documental Las Hurdes, tierra sin pan y en 1936 participó en la creación de la película La vie est à nous de Jean Renoir.

## Biografía

### Segunda Guerra Mundial
Fue movilizado el 4 de septiembre de 1940. Le deja a su esposa el manuscrito de su novela El héroe del vacío  que había avanzado en agosto. Durante su incorporación, mantuvo una correspondencia casi a diario con su esposa, a veces incluso de dos cartas al día. Esos intercambios son una "conversación" entre los que se separan por primera vez desde su matrimonio.
Participando en la defensa de la ciudad, fue hecho prisionero por los nazis, con su regimiento, y enviado al cuartel Blandan Nancy. Fue trasladado el 30 de julio a Alemania en Stalag VIII A Görlitz, donde está encarcelado bajo el número de registro 33026. Asignado rápidamente a una Unidad de trabajo en Schmiedeberg, cerca de la frontera de Checoslovaquia, a unos 75 km de Görlitz; en una hilandería monitorizando y mantenimiento de maquinaria textil.
Durante su cautiverio, participó en las actividades del campamento y poemas de escritura teatral que envió a su esposa, cuyo Cantar del destierro, Te dejé, etc. A finales de junio de 1943, fue destinado sucesivamente a Kommando 330 L, y tres semanas más tarde, el Kommando 330 R, y finalmente al Kommando 330 F, al departamento de contabilidad que administraba el salario de los presos.
En enero de 1945, comenzó la ofensiva soviética al frente oriental. Ante esta amenaza, los alemanes dieron la orden de prepararse para evacuar a los prisioneros al oeste. Pierre Unik, temiendo este repliegue, decidió escapar con un compañero para encontrarse con los rusos. Su compañero fue recapturado por los alemanes, y, de nuevo desde el campo, escibió a la mujer de Pierre Unik diciéndole que su marido había decidido traspasar la frontera checoslovaca por la montaña hacia Grenzbauden (actualmente Pomezní Boudy). No se le volvió a encontrar.
Tras doce años, el 15 de octubre de 1957, el X Distrito de París declaró a Pierre Unik como fallecido el 27 de febrero de 1945 en Grenzbauden.